# Episodi di Tartarughe Ninja (serie animata 2003)
Questa è una lista di episodi della serie televisiva d'animazione Tartarughe Ninja del 2003.

## Prima serie

### Stagione 1
| n° (serie) | n° (stagione) | Titolo italiano                          | Titolo originale                   | Prima TV USA      | Prima TV Italia  |
| ---------- | ------------- | ---------------------------------------- | ---------------------------------- | ----------------- | ---------------- |
| 001        | 001           | Non uscite da quel tombino...            | Things Change                      | 8 febbraio 2003   | 3 gennaio 2005   |
| 002        | 002           | Trappola per topi                        | A Better Mousetrap                 | 15 febbraio 2003  | 5 gennaio 2005   |
| 003        | 003           | L'attacco degli acchiappa-topi           | Attack of the Mousers              | 22 febbraio 2003  | 7 gennaio 2005   |
| 004        | 004           | Arriva Casey Jones                       | Meet Casey Jones                   | 1º marzo 2003     | 10 gennaio 2005  |
| 005        | 005           | La minaccia dei Nanoton                  | Nano                               | 8 marzo 2003      | 12 gennaio 2005  |
| 006        | 006           | La spada di Tengu                        | Darkness on the Edge of Town       | 15 marzo 2003     | 14 gennaio 2005  |
| 007        | 007           | La via dell'invisibilità                 | The Way of Invisibility            | 22 marzo 2003     | 17 gennaio 2005  |
| 008        | 008           | Angel                                    | Fallen Angel                       | 29 marzo 2003     | 19 gennaio 2005  |
| 009        | 009           | L'uomo della spazzatura                  | Garbageman                         | 5 aprile 2003     | 21 gennaio 2005  |
| 010        | 010           | L'attacco di Shredder (prima parte)      | The Shredder Strikes: Part 1       | 12 aprile 2003    | 24 gennaio 2005  |
| 011        | 011           | L'attacco di Shredder (seconda parte)    | The Shredder Strikes: Part 2       | 19 aprile 2003    | 26 gennaio 2005  |
| 012        | 012           | Il poco convincente Tarta-Titan          | The Unconvincing Turtle Titan      | 3 maggio 2003     | 28 gennaio 2005  |
| 013        | 013           | Avventure nel sottosuolo (prima parte)   | Notes from the Underground: Part 1 | 10 maggio 2003    | 31 gennaio 2005  |
| 014        | 014           | Avventure nel sottosuolo (seconda parte) | Notes from the Underground: Part 2 | 17 maggio 2003    | 2 febbraio 2005  |
| 015        | 015           | Avventure nel sottosuolo (terza parte)   | Notes from the Underground: Part 3 | 24 maggio 2003    | 4 febbraio 2005  |
| 016        | 016           | Il re dei fumetti                        | The King                           | 31 maggio 2003    | 7 febbraio 2005  |
| 017        | 017           | Il ritorno di Shredder (prima parte)     | The Shredder Strikes Back: Part 1  | 7 giugno 2003     | 9 febbraio 2005  |
| 018        | 018           | Il ritorno di Shredder (seconda parte)   | The Shredder Strikes Back: Part 2  | 14 giugno 2003    | 11 febbraio 2005 |
| 019        | 019           | Leo, torna tra noi!!                     | Tales of Leo                       | 13 settembre 2003 | 14 febbraio 2005 |
| 020        | 020           | L'abominevole uomo verde                 | The Monster Hunter                 | 20 settembre 2003 | 16 febbraio 2005 |
| 021        | 021           | Attacco a sorpresa (prima parte)         | Return to New York: Part 1         | 27 settembre 2003 | 18 febbraio 2005 |
| 022        | 022           | Attacco a sorpresa (seconda parte)       | Return to New York: Part 2         | 4 ottobre 2003    | 21 febbraio 2005 |
| 023        | 023           | Attacco a sorpresa (terza parte)         | Return to New York: Part 3         | 11 ottobre 2003   | 23 febbraio 2005 |
| 024        | 024           | Due teste calde                          | Lone Raph and Cub                  | 18 ottobre 2003   | 25 febbraio 2005 |
| 025        | 025           | Alla ricerca di Splinter (prima parte)   | The Search for Splinter: Part 1    | 25 ottobre 2003   | 28 febbraio 2005 |
| 026        | 026           | Alla ricerca di Splinter (seconda parte) | The Search for Splinter: Part 2    | 1º novembre 2003  | 2 marzo 2005     |

### Trama Episodi

#### Non uscite da quel tombino
Nelle fogne di New York vivono quattro tartarughe geneticamente modificate e un topo, loro padre e maestro. I loro nomi sono Leonardo, Donatello, Michelangelo e Raffaello, e Splinter. Durante un allenamento la loro tana viene attaccata da dei robot che distruggono tutto. Le tartarughe vengono separate da Splinter. Decidono quindi di salire in superficie per poi scendere al tombino successivo in cerca di Splinter. Il tombino viene però coperto dal furgone dei Dragoni Purpurei intenti a fare una rapina. Raffaello rimane intrappolato dentro il furgone. Le tre tartarughe riescono a seguirlo e liberarlo ma vengono attaccati dai Dragoni. Messi in fuga i criminali, arrivano dei soldati ninja che li costringono alla ritirata col furgone. Le tartarughe riescono quindi a raggiungere il Maestro Splinter in un punto concordato. Trovano quindi una nuova tana sotterranea.
Trappola per topi
Le tartarughe stanno sistemando la loro nuova tana. In televisione assistono ad una dimostrazione del Dottor Stockman della sua nuova invenzione: il Cacciapoti, ovvero i robot che hanno distrutto la tana delle tartarughe. Intanto l'assistente di Stockman, April O'Neil comincia ad avere dubbi sull'etica del loro lavoro e per questo viene catturata. Le tartarughe mettono assieme un Cacciatopi dai rottami trovati nella loro tana e lo seguono lungo le fogne fino al laboratorio di Stockman. Qui le tartarughe salvano April dai Cacciatopi mandati da Stockman per ucciderla.
L'attacco degli acchiappa-topi
April si risveglia nella tana delle tartarughe che le chiedono cosa sappia sugli esperimenti di Stockman. Intanto gli acchiappa-topi effettuano una rapina in banca. Nella tana Splinter racconta l'origine delle tartarughe, la loro mutazione e l'addestramento al ninjzu. Alla fine del racconto le tartarughe decidono di fermare Stockman e grazie ad April entrano nei laboratori. Qui vengono subito scoperte con Stockman che le attacca con tutti gli acchiappa-topi a disposizione e poi fugge. April riesce a disattivare tutti i robot attivando l'autodistruzione, questo porta all'esplosione del laboratorio. Stockman viene preso da Hun e portato dal "Maestro".
Arriva Casey Jones
In un appartamento di New York vive Casey Jones, ha un passato burrasco con i Dragoni Purpurei e medita vendetta. In strada mette ko due della banda e sta per degenerare quando Raffaello lo ferma. Alla tana, Donatello sta costruendo un nuovo furgone con l'aiuto di Michelangelo che scopre accidentalmente un passaggio segreto per la superficie. Casey dopo un breve duello con Raffaello fugge via. Si scopre tramite un flashback il motivo del rancore di Casey: i Dragoni hanno ucciso suo padre. Le tartarughe escono per una passeggiata nottorna e incontrano Casey, vengono attaccate dai Dragoni che però vengono messi al tappetto in poco tempo. Raffaello e Casey diventano amici.
La minaccia dei Nanoton
In un laboratorio vengono effettuati esperimenti sui Nanoton, piccolissimi microrganismi in grado di pensare in gruppo ed evolversi in robot. I nanobot finiscono per fuggire. In strada incontrano un venditore di giocattoli e usando i pezzi di questi creano un piccolo robot: Nano. Le tartarughe fanno visita al nuovo negozio di April con Casey che comincia subito a provarci. Nano accetta il venditore come suo padre e assieme iniziano a fare furti. Casey li intercetta e li affronta, Nano sfrutta una macchina e diventa un robot più grande. Le tartarughe arrivano e gli danno una mano, Nano fugge assieme al "padre". Donatello da un frammento di Nano scopre la tecnologia dei nanoton e capisce che il calore riesce ad eliminarli. Alla discarica Nano e il "padre" si confrontano sul futuro, le tartarughe arrivano e Nano sfrutta tutti gli oggetti presenti per crescere e diventare enorme. La battaglia è dura e alla fine riescono a spingere Nano in una pressa, ma questi si rigenera e torna all'attacco. Donatello usa un enorme magnete per catturare Nano e lanciarlo in una vasca di lava dove viene distrutto. Il venditore "padre" viene arrestato.
La spada di Tengu
Un blackout spinge le tartarughe ad andare in superficie ed indagare. Qui vedono i soldati ninja entrare in un museo e li seguono, si arriva allo scontro. Un soldato usa uno speciale guanto per prendere una spada in esposizione che si rivela essere magica e la usa per mettere al tappeto le tartarughe, essa è la Spada di Tengu che vuole Shredeer. Le tartarughe continuano ad indagare e vedono al porto dei soldati ninja che usano la spada per cercare qualcosa sul fondo del mare. Durante la battaglia un elicottero porta via una specie di armatura dal fondale. I soldati si ritirano e le tartarughe riescono a spegnere la macchina cercatrice prendendo la Spada di Tengu.

### Stagione 2
| n° (serie) | n° (stagione) | Titolo italiano                      | Titolo originale                                        | Prima TV USA      | Prima TV Italia |
| ---------- | ------------- | ------------------------------------ | ------------------------------------------------------- | ----------------- | --------------- |
| 027        | 001           | Un robot in fuga                     | Turtles in Space: Part 1 - The Fugitoid                 | 8 novembre 2003   | 4 marzo 2005    |
| 028        | 002           | L'attacco dei Triceraton             | Turtles in Space: Part 2 - The Trouble with Triceratons | 15 novembre 2003  | 7 marzo 2005    |
| 029        | 003           | La grande casa                       | Turtles in Space: Part 3 - The Big House                | 22 novembre 2003  | 9 marzo 2005    |
| 030        | 004           | L'arena                              | Turtles in Space: Part 4 - The Arena                    | 29 novembre 2003  | 11 marzo 2005   |
| 031        | 005           | La guerra dei Triceraton             | Turtles in Space: Part 5 - Triceraton Wars              | 6 dicembre 2003   | 14 marzo 2005   |
| 032        | 006           | Le origini (prima parte)             | Secret Origins: Part 1                                  | 17 gennaio 2004   |                 |
| 033        | 007           | Le origini (seconda parte)           | Secret Origins: Part 2                                  | 24 gennaio 2004   |                 |
| 034        | 008           | Le origini (terza parte)             | Secret Origins: Part 3                                  | 31 gennaio 2004   |                 |
| 035        | 009           | L'ultimo ninja                       | The Ultimate Ninja                                      | 7 febbraio 2004   |                 |
| 036        | 010           | Riflessi del passato                 | Reflections                                             | 14 febbraio 2004  |                 |
| 037        | 011           | Un po' d'amore per Nano              | The Return of Nano                                      | 21 febbraio 2004  |                 |
| 038        | 012           | Che coccodrillo!                     | What a Croc                                             | 28 febbraio 2004  |                 |
| 039        | 013           | La luna di cristallo                 | Return to the Underground                               | 6 marzo 2004      |                 |
| 040        | 014           | Una città in guerra (prima parte)    | City at War: Part 1                                     | 13 marzo 2004     |                 |
| 041        | 015           | Una città in guerra (seconda parte)  | City at War: Part 2                                     | 20 marzo 2004     |                 |
| 042        | 016           | Una città in guerra (terza parte)    | City at War: Part 3                                     | 27 marzo 2004     |                 |
| 043        | 017           | Pericolo subacqueo                   | Junklantis                                              | 3 aprile 2004     |                 |
| 044        | 018           | Il dischetto d'oro                   | The Golden Puck                                         | 10 aprile 2004    |                 |
| 045        | 019           | Un grande Triceraton (prima parte)   | Rogue in the House: Part 1                              | 17 aprile 2004    |                 |
| 046        | 020           | Un grande Triceraton (seconda parte) | Rogue in the House: Part 2                              | 24 aprile 2004    |                 |
| 047        | 021           | Il puzzle dello zio Augie            | April's Artifact                                        | 1º maggio 2004    |                 |
| 048        | 022           | Gli eroi di Michelangelo             | Return of the Justice Force                             | 8 maggio 2004     |                 |
| 049        | 023           | Il duello dei duelli (prima parte)   | The Big Brawl: Part 1                                   | 15 maggio 2004    |                 |
| 050        | 024           | Il duello dei duelli (seconda parte) | The Big Brawl: Part 2                                   | 18 settembre 2004 |                 |
| 051        | 025           | Il duello dei duelli (terza parte)   | The Big Brawl: Part 3                                   | 25 settembre 2004 |                 |
| 052        | 026           | Il duello dei duelli (quarta parte)  | The Big Brawl: Part 4                                   | 2 ottobre 2004    |                 |

### Stagione 3
| n° (serie) | n° (stagione) | Titolo italiano                       | Titolo originale       | Prima TV USA     | Prima TV Italia |
| ---------- | ------------- | ------------------------------------- | ---------------------- | ---------------- | --------------- |
| 053        | 001           | Una movimentata vigilia di Natale     | The Christmas Aliens   | 25 dicembre 2004 |                 |
| 054        | 002           | Gli invasori spaziali (prima parte)   | Space Invaders: Part 1 | 9 ottobre 2004   |                 |
| 055        | 003           | Gli invasori spaziali (seconda parte) | Space Invaders: Part 2 | 16 ottobre 2004  |                 |
| 056        | 004           | Gli invasori spaziali (terza parte)   | Space Invaders: Part 3 | 23 ottobre 2004  |                 |
| 057        | 005           | Una guerra inutile (prima parte)      | Worlds Collide: Part 1 | 30 ottobre 2004  |                 |
| 058        | 006           | Una guerra inutile (seconda parte)    | Worlds Collide: Part 2 | 6 novembre 2004  |                 |
| 059        | 007           | Una guerra inutile (terza parte)      | Worlds Collide: Part 3 | 13 novembre 2004 |                 |
| 060        | 008           | Agguato nelle fogne                   | Touch and Go           | 20 novembre 2004 |                 |
| 061        | 009           | Braccato                              | Hunted                 | 27 novembre 2004 |                 |
| 062        | 010           | Caccia all'alieno                     | H.A.T.E.               | 4 dicembre 2004  |                 |
| 063        | 011           | Il suo nome è Nessuno                 | Nobody's Fool          | 11 dicembre 2004 |                 |
| 064        | 012           | La carica delle amazzoni              | New Blood              | 22 gennaio 2005  |                 |
| 065        | 013           | Quattro piccoli maestri ninja         | The Lesson             | 18 dicembre 2004 |                 |
| 066        | 014           | Il buio dentro                        | The Darkness Within    | 29 gennaio 2005  |                 |
| 067        | 015           | Lotta contro la gravità               | Mission of Gravity     | 5 febbraio 2005  |                 |
| 068        | 016           | Il sole di cristallo                  | The Entity Below       | 6 febbraio 2005  |                 |
| 069        | 017           | Viaggio nel tempo                     | Time Travails          | 7 febbraio 2005  |                 |
| 070        | 018           | La missione di Hun                    | Hun on the Run         | 8 febbraio 2005  |                 |
| 071        | 019           | Quattro supertartarughe               | Reality Check          | 5 marzo 2005     |                 |
| 072        | 020           | La sfida di Raffaello                 | Across the Universe    | 12 marzo 2005    |                 |
| 073        | 021           | L'ultima battaglia                    | Same As It Never Was   | 17 marzo 2005    |                 |
| 074        | 022           | Avventura in Giappone (prima parte)   | The Real World: Part 1 | 26 marzo 2005    |                 |
| 075        | 023           | Avventura in Giappone (seconda parte) | The Real World: Part 2 | 2 aprile 2005    |                 |
| 076        | 024           | La sfida di Bishop                    | Bishop's Gambit        | 9 aprile 2005    |                 |
| 077        | 025           | Il grande viaggio (prima parte)       | Exodus: Part 1         | 16 aprile 2005   |                 |
| 078        | 026           | Il grande viaggio (seconda parte)     | Exodus: Part 2         | 23 aprile 2005   |                 |

## Seconda serie

### Stagione 4
| n° (serie) | n° (stagione) | Titolo italiano                              | Titolo originale             | Prima TV USA      | Prima TV Italia  |
| ---------- | ------------- | -------------------------------------------- | ---------------------------- | ----------------- | ---------------- |
| 079        | 001           | Il cugino Sid                                | Cousin Sid                   | 10 settembre 2005 | 3 dicembre 2005  |
| 080        | 002           | Un campeggio movimentato                     | The People's Choice          | 17 settembre 2005 | 4 dicembre 2005  |
| 081        | 003           | Una stirpe da salvare                        | Sons of the Silent Age       | 1º ottobre 2005   |                  |
| 082        | 004           | Un esperimento top secret                    | Dragon's Brew                | 8 ottobre 2005    |                  |
| 083        | 005           | Il mostro                                    | I, Monster                   | 15 ottobre 2005   |                  |
| 084        | 006           | La rivincita                                 | Grudge Match                 | 22 ottobre 2005   |                  |
| 085        | 007           | Scontro fra angeli                           | A Wing and a Prayer          | 25 settembre 2005 |                  |
| 086        | 008           | Una pessima giornata                         | Bad Day                      | 5 novembre 2005   |                  |
| 087        | 009           | L'invasione degli alieni                     | Aliens Among Us              | 22 novembre 2005  |                  |
| 088        | 010           | Un vecchio conto da saldare                  | Dragons Rising               | 19 novembre 2005  |                  |
| 089        | 011           | Il ritorno di Nessuno                        | Still Nobody                 | 26 novembre 2005  |                  |
| 090        | 012           | Un movimentato Halloween                     | All Hallows Thieves          | 29 ottobre 2005   |                  |
| 091        | 013           | Samurai in vacanza                           | Samurai Tourist              | 3 dicembre 2005   |                  |
| 092        | 014           | L'antico                                     | The Ancient One              | 10 dicembre 2005  |                  |
| 093        | 015           | La vendetta di Karai                         | Scion of the Shredder        | 4 febbraio 2006   | 18 febbraio 2006 |
| 094        | 016           | Il ritorno di Leonardo                       | Prodigal Son                 | 11 febbraio 2006  |                  |
| 095        | 017           | L'invasione dei mutanti                      | Outbreak                     | 18 febbraio 2006  |                  |
| 096        | 018           | Lo zio ritrovato                             | Trouble with Augie           | 25 febbraio 2006  |                  |
| 097        | 019           | La vendetta di Stockman                      | Insane in the Membrane       | 14 ottobre 2006   |                  |
| 098        | 020           | Il ritorno di Savanti Romero (prima parte)   | Return of Savanti: Part 1    | 11 marzo 2006     |                  |
| 099        | 021           | Il ritorno di Savanti Romero (seconda parte) | Return of Savanti: Part 2    | 18 marzo 2006     |                  |
| 100        | 022           | La storia del maestro Yoshi                  | Tale of Master Yoshi         | 4 marzo 2006      | 15 aprile 2006   |
| 101        | 023           | La mutazione di Donatello                    | Adventures in Turtle Sitting | 25 marzo 2006     |                  |
| 102        | 024           | Una cura per Donatello (prima parte)         | Good Genes: Part 1           | 1º aprile 2006    |                  |
| 103        | 025           | Una cura per Donatello (seconda parte)       | Good Genes: Part 2           | 8 aprile 2006     |                  |
| 104        | 026           | Il tribunale ninja                           | Ninja Tribunal               | 15 aprile 2006    |                  |

### Stagione 5 (Ninja Tribunal)
| n° (serie) | n° (stagione) | Titolo italiano                       | Titolo originale           | Prima TV USA     | Prima TV Italia |
| ---------- | ------------- | ------------------------------------- | -------------------------- | ---------------- | --------------- |
| 105        | 001           | Nelle mani degli dei                  | Lap of the Gods            | 16 febbraio 2008 | inedito         |
| 106        | 002           | Demoni e draghi                       | Demons and Dragons         | 23 febbraio 2008 | inedito         |
| 107        | 003           | La leggenda dei cinque draghi         | Legend of the Five Dragons | 1º marzo 2008    | inedito         |
| 108        | 004           | Più mondi che uno                     | More Worlds Than One       | 8 marzo 2008     | inedito         |
| 109        | 005           | L'inizio della fine                   | Beginning of the End       | 15 marzo 2008    | inedito         |
| 110        | 006           | Campagna di adesione                  | Membership Drive           | 24 marzo 2008    | inedito         |
| 111        | 007           | Nuovo ordine mondiale (prima parte)   | New World Order: Part 1    | 29 marzo 2008    | inedito         |
| 112        | 008           | Nuovo ordine mondiale (seconda parte) | New World Order: Part 2    | 5 aprile 2008    | inedito         |
| 113        | 009           | Padri e figli                         | Fathers & Sons             | 12 aprile 2008   | inedito         |
| 114        | 010           | Passato e presente                    | Past and Present           | 19 aprile 2008   | inedito         |
| 115        | 011           | Entrano i draghi (prima parte)        | Enter the Dragons: Part 1  | 26 marzo 2008    | inedito         |
| 116        | 012           | Entrano i draghi (seconda parte)      | Enter the Dragons: Part 2  | 3 maggio 2008    | inedito         |

## Terza serie

### Stagione 6 (Fast Forward)
| n° (serie) | n° (stagione) | Titolo italiano             | Titolo originale              | Prima TV USA      | Prima TV Italia |
| ---------- | ------------- | --------------------------- | ----------------------------- | ----------------- | --------------- |
| 117        | 001           | Viaggio nel futuro          | Future Shellshock             | 29 luglio 2006    | 17 ottobre 2010 |
| 118        | 002           | Gli antichi guerrieri       | Obsolete                      | 5 agosto 2006     |                 |
| 119        | 003           | Un misterioso virus         | Home Invasion                 | 12 agosto 2006    |                 |
| 120        | 004           | La tartaruga del terrore    | Headlock Prime                | 30 settembre 2006 |                 |
| 121        | 005           | Molto più che un gioco      | Playtime's Over               | 7 ottobre 2006    |                 |
| 122        | 006           | Il mercenario               | Bishop to Knight              | 14 ottobre 2006   |                 |
| 123        | 007           | Il giorno del risveglio     | Night of Sh'Okanabo           | 21 ottobre 2006   |                 |
| 124        | 008           | Scontro fra titani          | Clash of the Turtle Titans    | 28 ottobre 2006   |                 |
| 125        | 009           | Battaglia sulla luna        | Fly Me to the Moon            | 4 novembre 2006   |                 |
| 126        | 010           | Da un corpo all'altro       | Invasion of the Bodyjacker    | 11 novembre 2006  |                 |
| 127        | 011           | I malefici quattro          | The Freaks Come Out at Night  | 25 novembre 2006  |                 |
| 128        | 012           | Trasformazioni              | Bad Blood                     | 2 dicembre 2006   |                 |
| 129        | 013           | Una meritata promozione     | The Journal                   | 9 dicembre 2006   |                 |
| 130        | 014           | Il diario                   | The Gaminator                 | 16 dicembre 2006  |                 |
| 131        | 015           | Corsa contro il tempo       | Graduation Day: Class of 2105 | 24 marzo 2007     |                 |
| 132        | 016           | Gioco pericoloso            | Timing Is Everything          | 31 marzo 2007     |                 |
| 133        | 017           | Il maestro di arti marziali | Enter the Jammerhead          | 7 aprile 2007     |                 |
| 134        | 018           | A fin di bene               | Milk Run                      | 14 aprile 2007    |                 |
| 135        | 019           | La caduta di Darius Dun     | The Fall of Darius Dunn       | 21 aprile 2007    |                 |
| 136        | 020           | La vendetta di Darius       | Turtle X-Tinction             | 28 aprile 2007    |                 |
| 137        | 021           | Il gusto della vittoria     | Race For Glory                | 8 settembre 2007  |                 |
| 138        | 022           | Un uomo nuovo               | Head of State                 | 15 settembre 2007 |                 |
| 139        | 023           | Una scelta difficile        | DNA is Thicker than Water     | 6 ottobre 2007    |                 |
| 140        | 024           | Il collezionista            | The Cosmic Completist         | 13 ottobre 2007   |                 |
| 141        | 025           | Il giorno del risveglio     | The Day of Awakening          | 20 ottobre 2007   |                 |
| 142        | 026           | Il senso Zixxth             | Zixxth Sense                  | 27 ottobre 2007   |                 |

### Stagione 7 (Back to the Sewer)
| n° (serie) | n° (stagione) | Titolo italiano                           | Titolo originale             | Prima TV USA      | Prima TV Italia |
| ---------- | ------------- | ----------------------------------------- | ---------------------------- | ----------------- | --------------- |
| 143        | 001           | Il tempo fugge                            | Tempus Fugit                 | 13 settembre 2008 | inedito         |
| 144        | 002           | Lezione di karate                         | Karate Schooled              | 20 settembre 2008 | inedito         |
| 145        | 003           | Qualcosa di sinistro                      | Something Wicked             | 27 settembre 2008 | inedito         |
| 146        | 004           | Anello di fidanzamento                    | The Engagement Ring          | 4 ottobre 2008    | inedito         |
| 147        | 005           | Stockman hackerato                        | Hacking Stockman             | 18 ottobre 2008   | inedito         |
| 148        | 006           | Il fantastico rimpicciolimento di Serling | Incredible Shrinking Serling | 25 ottobre 2008   | inedito         |
| 149        | 007           | Crisi d'identità                          | Identity Crisis              | 1º novembre 2008  | inedito         |
| 150        | 008           | Domatori della rete                       | Web Wranglers                | 8 novembre 2008   | inedito         |
| 151        | 009           | Super missione                            | SuperQuest                   | 15 novembre 2008  | inedito         |
| 152        | 010           | Risveglio dalla realtà virtuale           | Virtual Reality Check        | 22 novembre 2008  | inedito         |
| 153        | 011           | Città sotto assedio                       | City Under Siege             | 29 novembre 2008  | inedito         |
| 154        | 012           | Scontro tra superpoteri                   | Super Power Struggle         | 21 febbraio 2009  | inedito         |
| 155        | 013           | Nozze e byte                              | Wedding Bells and Bytes      | 28 febbraio 2009  | inedito         |